# Unidos da Paulicéia
GRECES Unidos da Pauliceia é uma escola de samba de São Bernardo do Campo.
Fundada em 2006, a Paulicéia desfilou nos 3 anos seguinte no Grupo das Pleiteantes, que equivale a terceira divisão da cidade. Em 2009, com um enredo sobre o apresentador Chacrinha, a escola foi campeã, obtendo finalmente a ascensão. Em 2011 a escola disputaria o grupo de pleiteantes, mas não compareceu ao desfile.

## Carnavais
| Ano  | Colocação | Grupo       | Enredo                     | Ref.              |
| ---- | --------- | ----------- | -------------------------- | ----------------- |
| 2009 | Campeã    | Pleiteantes | Quem comunica, se trumbica | [ 2 ] [ 5 ] [ 6 ] |
| 2010 | campeã    | II          | O Beijo                    | [ 7 ]             |

## Título
- Campeã do Grupo de peiteantes: 2009